# 1921年臺灣
|        | 臺灣歷史 \| 台灣歷史年表 |
| 世纪： | 19世纪臺灣 \| 20世纪臺灣 \| 21世纪臺灣 |
| 年代： | 1890年代臺灣 \| 1900年代臺灣 \| 1910年代臺灣 \| 1920年代臺灣 \| 1930年代臺灣 \| 1940年代臺灣 \| 1950年代臺灣                                           |
| 年份： | 1916年臺灣 \| 1917年臺灣 \| 1918年臺灣 \| 1919年臺灣 \| 1920年臺灣 \| 1921年臺灣 \| 1922年臺灣 \| 1923年臺灣 \| 1924年臺灣 \| 1925年臺灣 \| 1926年臺灣 |
| 纪年： | 辛酉年（鸡年）、日本大正10年 |

1921年臺灣發起了第一次的臺灣議會設置請願運動，該年10月17日臺灣文化協會成立:199。

## 政府

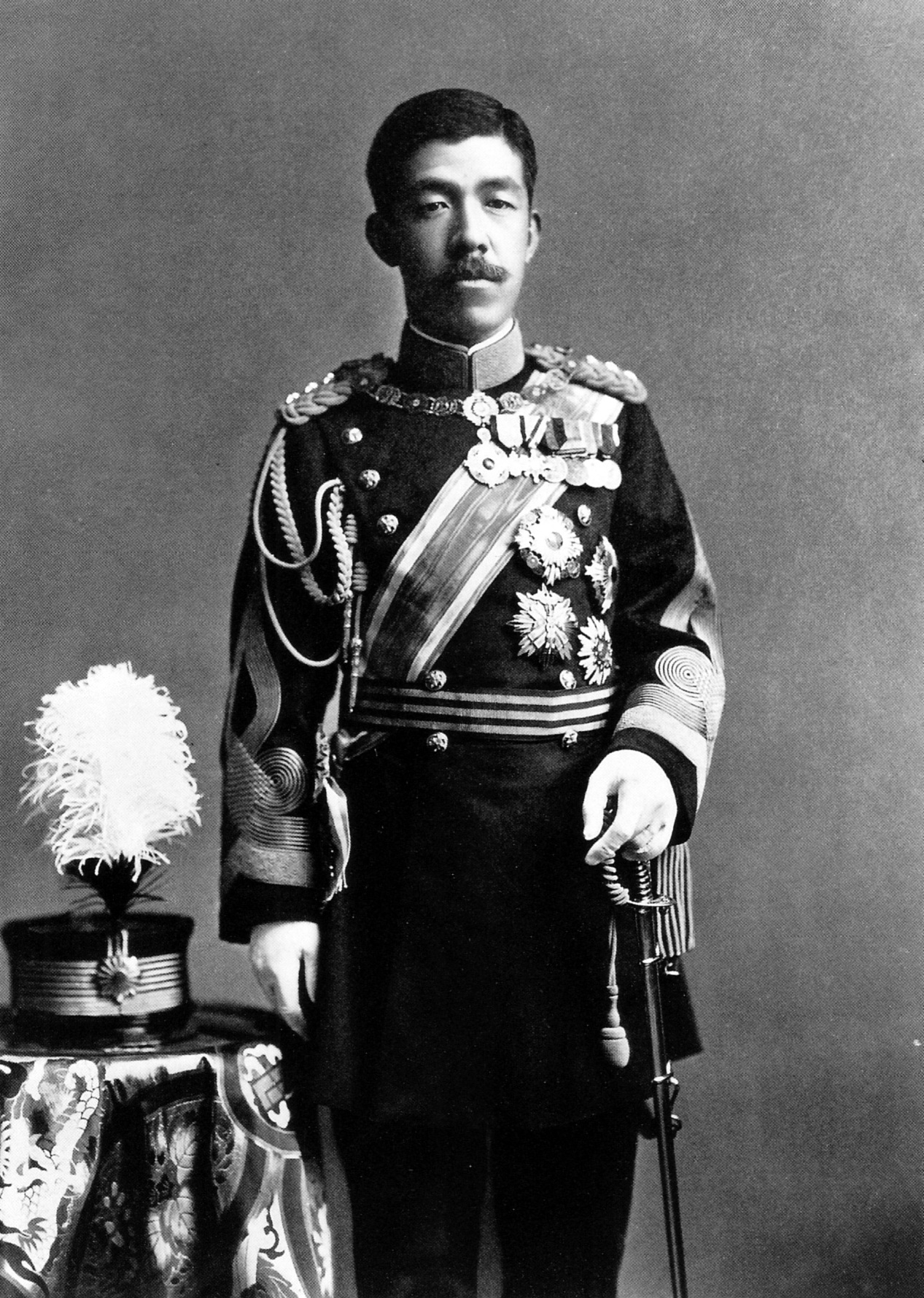
天皇：大正天皇
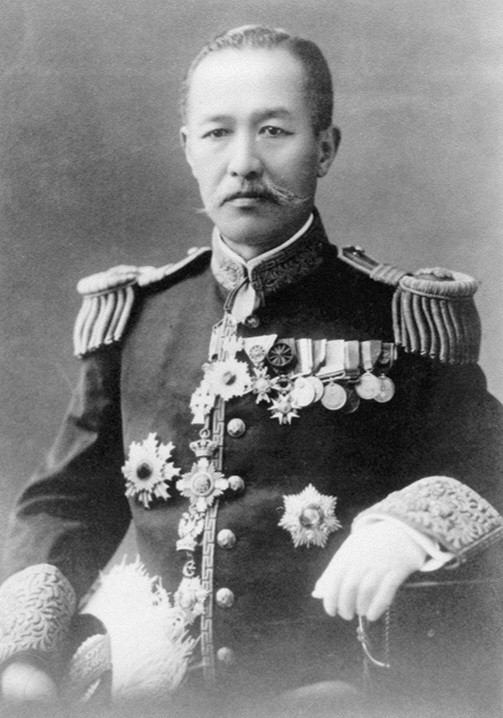
臺灣總督：田健治郎
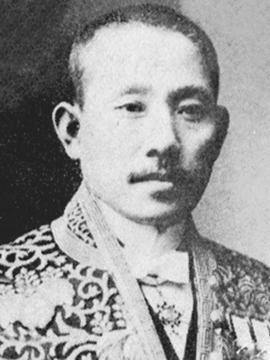
總務長官：賀來佐賀太郎

### 成員變動

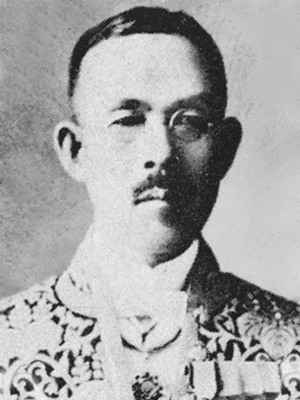
總務長官：下村宏

## 大事記
- 1月8日——美國職棒大聯盟舉行日本巡迴賽，當日從神戶抵達台灣繼續巡迴。
- 1月22日——臺灣總督府殖產局台北苗圃改稱植物園，即台北植物園。
- 1月30日——臺灣仕紳發起第一次的臺灣議會設置請願運動，該日向帝國議會提出《臺灣議會設置請願書》[1]:199。
- 10月17日——臺灣文化協會成立[1]:199。

## 出生
- 1月24日——王永在，企業家。與兄長王永慶創辦台塑集團。（2014年逝世）
- 2月10日——周夢蝶， 作家、詩人。出生於中國河南。（2014年逝世）
- 2月19日——李登欽， 知名臺籍日本兵。中華民國總統李登輝之兄。（1945年逝世）
- 3月20日——郭英男，本名Difang Tuwana'。阿美族歌手。（2002年逝世）
- 9月1日——楊千鶴，臺灣第一位女記者。（2011年逝世）
- 9月22日——葉俊麟，歌詞作詞家。著有〈舊情綿綿〉、〈思慕的人〉、〈水車姑娘〉。（1998年逝世）
- 10月8日——楊天發，企業家。興農集團創辦人（2014年逝世）
- 12月5日——郭芝苑，作曲家。包括管弦樂、歌劇、室內樂、協奏曲、鋼琴曲、合唱曲、藝術歌曲等。（2013年逝世）
- 12月27日——鍾逸人，革命家、作家。「二七部隊」部隊長。

## 逝世
- 3月6日——馬雅各(James Laidlaw Maxwell)，英國傳教士，新樓醫院創設者。卒於英國。（1836年出生）
- 9月7日——甘為霖(William Campbell)，英國傳教士，清領時期來臺傳教，於臺南創立全臺第一所盲人學校。卒於英國多塞特郡伯恩茅斯。（1841年出生）